# Years & Years
Years & Years är den brittiska artisten Olly Alexanders soloprojekt, men bildades år 2010 som en brittisk elektronisk trio i London. Gruppen bestod då av frontmannen och keyboardisten Olly Alexander, basisten Mikey Goldsworthy och synthspelaren Emre Türkmen. Years & Years musik har beskrivits som electropop som blandar R&B och housemusik från 1990-talet. De har uppgett att de är influerade av TLC och Aaliyah.
2015 toppade de BBC:s inflytelserika lista Sound of 2015 som är en årlig omröstning bland musikkritiker och branschfolk som utser de mest lovande nya artisterna eller musikgrupperna.

## Medlemmar
Nuvarande ordinarie medlemmar
- Olly Alexander – sång, keyboard, synthesizer, piano (2010–)

Tidigare ordinarie medlemmar
- Mikey Goldsworthy – synthesizer, keyboard, basgitarr (2010–2021)
- Emre Türkmen – synthesizer, keyboard, sampling, sequencer, gitarr (2010–2021)

- Noel Leeman – piano, keyboard (2010–2013)
- Olivier Subria – sång, elektronik (2010–2013)

Turnerande medlemmar
- Mikey Goldsworthy (tidigare ordinarie medlem) – synthesizer, keyboard, basgitarr (2021–)
- Dylan Bell – trummor (2014–2018)
- Paris Jeffree – trummor (2018–)
- Phebe Edwards – bakgrundssång (2018–)
- Joell Fender – bakgrundssång (2018–)

## Diskografi

### Album
- Communion (2015)
- Palo Santo (2018)

### EP
- Traps (2013)
- Real (2014)
- Take Shelter (2014)
- Y & Y (2015)

### Singlar
- "I Wish I Knew" (2012)
- "Real" (2012)
- "Take Shelter" (2014)
- "Desire" (2014)
- "King" (2014)
- "Shine" (2015)
- "Desire" (med Tove Lo) (2016)
- "Sanctify" (2018)
- "Starstruck" (2021)